# Miss Tourism International
Miss Tourism International è un concorso di bellezza internazionale, tenuto annualmente ed organizzato dalla fondazione D' Touch International.
La prima edizione del concorso si è svolta nel 1994 a Sarawak in Malaysia, dove in seguito si è tenuto ogni anno, ad eccezione del 2006, l'unico anno in cui l'organizzazione si è spostata in Cina. Il concorso non è stato organizzato nel 1996, nel 1997, nel 2007 e nel 2015. Curiosamente, dal 2001 al 2016  Miss Tourism International si tenne ogni anno il giorno 31 dicembre.

## Albo d'oro
| Anno | Data        | Vincitrice                            | Nazione       | Luogo                                | Concorrenti |
| ---- | ----------- | ------------------------------------- | ------------- | ------------------------------------ | ----------- |
| 1994 | 8 marzo     | Michelle Leigh Holmes                 | Australia     | Sarawak, Malaysia                    | 24          |
| 1995 | 24 marzo    | Marianna Pateli                       | Grecia        | Langkawi, Malaysia                   | 24          |
| 1998 | 28 marzo    | Roksana Jonek                         | Polonia       | Kuala Lumpur, Malaysia               | 21          |
| 1999 | 30 ottobre  | Agnieszka Zakreta                     | Polonia       | Sunway Lagoon Resort Hotel, Malaysia | 21          |
| 2000 | 19 novembre | Maria Esperanza Acosta Manzano        | Filippine     | Sunway Lagoon Resort Hotel, Malaysia | 21          |
| 2001 | 31 dicembre | Candice Pinto                         | India         | Sunway Lagoon Resort Hotel, Malaysia | 26          |
| 2002 | 31 dicembre | Piyanuch Khamboon                     | Thailandia    | Sunway Lagoon Resort Hotel, Malaysia | 26          |
| 2003 | 31 dicembre | Angela Joan Beck                      | Sudafrica     | Sunway Lagoon Resort Hotel, Malaysia | 30          |
| 2004 | 31 dicembre | Megha Nabe                            | Stati Uniti   | Sunway Lagoon Resort Hotel, Malaysia | 33          |
| 2005 | 31 dicembre | Isabelle Lamont                       | Francia       | Sunway Lagoon Resort Hotel, Malaysia | 36          |
| 2006 | 31 dicembre | Florina Manea                         | Romania       | Heyuan, Canton, Cina                 | 41          |
| 2008 | 31 dicembre | Manasvi Mamgai                        | India         | Sunway Lagoon Resort Hotel, Malaysia | 44          |
| 2009 | 31 dicembre | Sarah Elzanowski                      | Germania      | Sunway Lagoon Resort Hotel, Malaysia | 45          |
| 2010 | 31 dicembre | Nathalie den Dekker                   | Paesi Bassi   | Sunway Lagoon Resort Hotel, Malaysia | 55          |
| 2011 | 31 dicembre | Gabriella Robinson                    | Malaysia      | Sunway Lagoon Resort Hotel, Malaysia | 54          |
| 2012 | 31 dicembre | Rizzini Alexis Gomez                  | Filippine     | Selangor, Malaysia                   | 60          |
| 2013 | 31 dicembre | Angeli Dione Gomez                    | Filippine     | Putrajaya, Malaysia                  | 60          |
| 2014 | 31 dicembre | Faddya Halabi Troisi                  | Venezuela     | Putrajaya, Malaysia                  | 62          |
| 2016 | 31 dicembre | Ariel Pearse                          | Nuova Zelanda | Putrajaya, Malaysia                  | 60          |
| 2017 | 6 dicembre  | Jan-Jannie Loudette Vicencio Alipo-on | Filippine     | Johor Bahru, Malaysia                | 46          |
| 2018 | 21 dicembre | Astari Indah Vernideani               | Indonesia     | Petaling Jaya, Malaysia              | 45          |